# Индијанола (Мисисипи)
Индијанола (енгл. Indianola) град је у америчкој савезној држави Мисисипи.

## Демографија
По попису из 2010. године број становника је 10.683, што је 1.383 (-11,5%) становника мање него 2000. године.
| Група             | 2000.         | 2010.         |
| Белци             | 3.064 (25,4%) | 1.972 (18,5%) |
| Афроамериканци    | 8.854 (73,4%) | 8.480 (79,4%) |
| Азијати           | 55 (0,5%)     | 50 (0,5%)     |
| Хиспаноамериканци | 86 (0,7%)     | 175 (1,6%)    |
| Укупно            | 12.066        | 10.683        |